# Brændevinskrigen på Østlolland
Brændevinskrigen på Østlolland er betegnelsen for de sammenstød der i 1776 foregik på Østlolland mellem toldbetjente og lokale bønder i forbindelse med håndhævelsen af brændevinsforbudet.

## Baggrund
Den 4. juni 1689 blev det forbudt bønderne i Danmark selv at lave brændevin. Forbuddet blev fra starten begrundet med hensynet til købstæderne, som fremover skulle have eneret på fremstillingen mod at betale en afgift til kongen. Det var starten på en lang kamp for og imod spiritusmonopolet.
I 1773 skærpede regeringen straffen for overtrædelse og tillod at anmelderen fik bøden på 10 rigsdaler udbetalt.

## Situationen på Østlolland
I 1770 blev Jens Christian Gierlew udpeget til at efterfølge den siddende byfoged (kongelig embedsmand/borgmester) i Nysted. Den gamle fik stadig lønnen, men Gierlew måtte gøre arbejdet. I årene 1776-78 var hans bror, Hans Gierlew konsumtionsforpagter i Nysted. Det vil sige at han oppebar alle told- og afgiftsindtægter fra et område omkring Nysted mod at betale en fast afgift til kongen (staten). Brødrene havde altså en meget direkte økonomisk grund til at opspore ulovlige brændevinstøjer rundt om i distriktet. De havde loven på deres side, men det meste af befolkningen imod sig.
Den 29. marts 1776 drog de med et par betjente fra Nysted mod Frejlev. Men på vej gennem Kettinge blev de opdaget, og en stafet blev sendt i forvejen for at advare frejlevbønderne. Alle byfolkene var mobiliseret og Gierlew-brødrene måtte tiltræde et forsmædeligt tilbagetog. Dagen efter gik turen vestover til Øster Ulslev, Karleby og Herritslev, men rygtet var kommet dem i forkøbet og de fik ingen resultater ud af deres anstrengelser.
Brødrene indså nu at 4-5 personer intet kunne stille op mod beslutsomme og ophidsede bønder, så de opfordrede Nysteds borgere, der jo led indtægtstab, hver gang en bonde selv brændte sin akvavit, til at deltage i jagten. Borgerne fik løfte om del i udbyttet og nedslag i deres afgifter, så en del nystedfolk tog med på næste udflugt, som den 2. april gik til Vantore og Tågense på det østligste Lolland, hvor man dog havde ringe succes med opsporing af ulovligt brændevinstøj.  
Ophidselsen fik tag i landsbyernes bylav, og flere steder vedtog man at yde kollektiv modstand og pålagde hinanden bøder, hvis man ikke fulgte trop.

## Selve slaget
Den 3. april drog ca. 30 nystedborgere vestpå mod Ø. Ulslev. Men bønder fra Kettinge, Frejlev, St. Musse og flere andre landsbyer drog også ud i samlet trop for at yde modstand. Det udartede til en lille krig i terrænet øst for Nysted. Nystedborgere blev pryglet, deres heste sluppet løs og deres vogne og seletøj smidt i gadekærene, så byfogeden og hans folk måtte igen give op over for overmagten. 
Den 8. april optrappede bønderne konflikten ved at aftale, at de ikke ville handle med nystedborgene, og at de ville stå sammen om at betale eventuelle bøder, som de måtte blive pålagt.

## Følgerne
Men nu blev de højere myndigheder aktiveret. 2 eskadroner ryttersoldater blev sendt til egnen for at anholde en lang række af hovedmændene i oprøret og sende dem til Stokhuset i København med henblik på retsforfølgelse. Ydermere udsendte regeringen under Ove Høegh-Guldberg samme dag en forordning med præcisering af reglerne for brændevinsbrændning og skærpelse af straffene for overtrædelser. 
De urolige bønder blev næsten alle anholdt, men de fleste blev i sidste ende tilbageholdt på Ålholm. Nogle af dem blev syge og mange sattes efterhånden på fri fod. Desværre er de endelige domme forsvundet, men de omfattende og voldsomme reaktioner vidner om, at regeringen så på sagen med den største alvor i kølvandet på affæren med Johann Friedrich Struensee og uroligheder andre steder i Europa. 
Der er dog nok ingen tvivl om at affæren fik mærkbare konsekvenser for de implicerede. To af de yngre brushoveder blev ikke anholdt, fordi de flygtede, muligvis til Tyskland.